# Sécrétion
 (mars 2016).
La sécrétion est une action conduisant une cellule à envoyer dans le milieu extracellulaire une substance (hormone, neurotransmetteur, glycoprotéines). 
Le processus de sécrétion implique la fusion de vésicules (contenant la substance à sécréter) avec la membrane cytoplasmique (ou membrane plasmique) de la cellule, libérant ainsi le contenu de la vésicule à l'extérieur de la cellule.
Par extension, la sécrétion désigne aussi le produit sécrété.
On distingue :
- La sécrétion constitutive est la sécrétion qui concerne presque toutes les cellules et qui n'est régulée par aucun mécanisme.

- À l'inverse, la sécrétion contrôlée est une sécrétion spécifique de certaines cellules différenciées et est régulée par un ou plusieurs mécanismes intracellulaires et/ou environnementaux.

## Sécrétions animales
- la bile, sécrétion du foie ;
- la cyprine, sécrétion vaginale ;
- les enzymes, sécrétions de l'estomac ;
- le lait ;
- le mucus, sécrétion de divers organes et muqueuses ;
- le sperme, sécrétion de l'appareil reproducteur masculin ;
- le suc gastrique, sécrétion de l'estomac ;
- les sucs pancréatiques, sécrétion du pancréas ;